# Gewerkschaft der Polizei
Gewerkschaft der Polizei (GdP; "Unione di Polizia") è uno dei tre sindacati tedeschi che rappresenta gli agenti di polizia. Il sindacato ha sede a Berlino.
GdP è uno degli otto sindacati appartenenti alla Deutscher Gewerkschaftsbund (DGB) (dal 1º aprile 1978).
GdP è stata fondata il 14 settembre 1950 ad Amburgo. Rappresenta tutte le persone impiegate nei servizi di polizia (poliziotti, doganieri con poteri di polizia, funzionari dell'amministrazione di tali servizi, ecc.)

## Presidenti federali
Presidenti del Consiglio federale esecutivo del Gewerkschaft der Polizei:

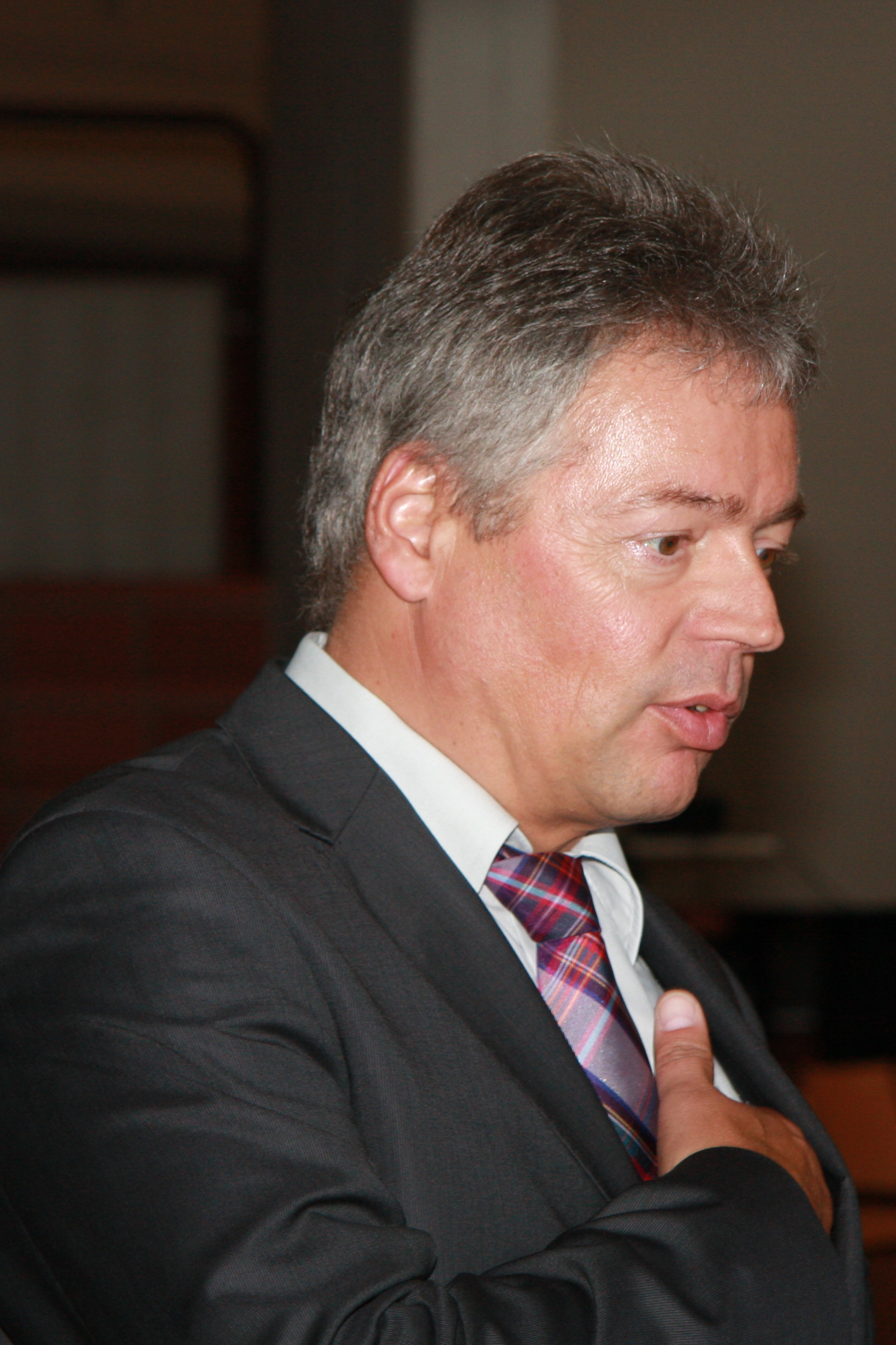
Bernhard Witthaut, 2011

- Fritz Schulte (1950–1955)
- Fritz Preuß (1955–1956)
- Fritz Kehler (1956–1958)
- Werner Kuhlmann (1958–1975)
- Helmut Schirrmacher (1975–1981)
- Günter Schröder (1981–1986)
- Hermann Lutz (1981–1986)
- Norbert Spinrath (1998–2000)
- Konrad Freiberg (2000–2010)
- Bernhard Witthaut (2010–2013)
- Oliver Malchow (2013–2022)
- Jochen Kopelke (2022–)